# 岩蒿
岩蒿（学名：Artemisia rupestris）是菊科蒿属的植物。分布于蒙古、俄罗斯、北欧以及中国大陆的新疆等地，生长于海拔1,100米至2,900米的地区，常生长在干山坡、半荒漠草原、草甸、荒漠草原、干河谷地带、林中空地、冲积平原和灌丛中，目前尚未由人工引种栽培。

## 别名
鹿角蒿、一枝蒿（新疆）